# チョン語族
チョン語族（Chon languages）は、フエゴ島とパタゴニアで話されるインディオの言語群。

## 概要
チョン語族は2言語が知られていたがそのうちの1つセルクナム語（Selk'nam）は2003年に絶滅した。もうひとつの言語はテウェルチェ語（Tehuelche）である。セルクナム族はマルティン・グシンデやアンヌ・シャップマンら人類学者により20世紀に広く研究されたものの保護はされなかった。
テウェルチェ語もまた絶滅が近い。パタゴニアの背の高い遊牧民テウェルチェ族はウェールズ人の入植者と平和に交易をしたが、アルゼンチン当局に迫害を受けた。1900年には5000人いた話者も2005年には20人を残すのみである。彼らは人種的には移住者と同化し、パタゴニアには原住でないインディオがより多く住み着いている。
北方のテウェルチェ族はビクトリア朝時代にマプチェ族に征服されて、チリとアルゼンチンの20万人のマプチェ族の中に吸収された。
テウェルチェ族の一部はウェールズ人の入植者と共にウェールズ語を学んで子供の教育を任せている。そういった人々の記録が写真に記録されている。